# Brewton (Alabama)
Brewton város az USA Alabama államában, Escambia megyében, melynek megyeszékhelye is. Lakosainak száma 5276 fő (2020. április 1.).

## Népesség
A település népességének változása:

| 2010 | 5 408 |
| 2020 | 5 276 |